# Sofia di Sassonia-Hildburghausen
La principessa Ernestina Federica Sofia di Sassonia-Hildburghausen (Hildburghausen, 22 febbraio 1760 – Coburgo, 28 ottobre 1776) è stata principessa ereditaria di Sassonia-Coburgo-Saalfeld.

## Biografia

### Infanzia

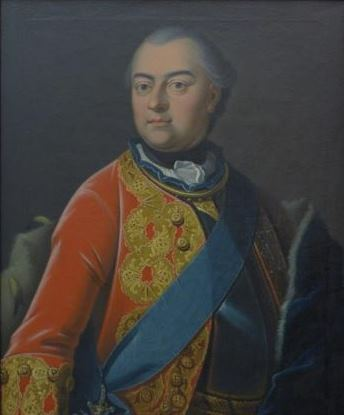
Ernesto Federico III di Sassonia-Hildburghausen

Ernestina Federica Sofia era figlia del duca Ernesto Federico III di Sassonia-Hildburghausen (1727-1780), e della sua terza moglie, Ernestina Augusta di Sassonia-Weimar (1740-1786). Suoi padrini furono Cristiano VII, re di Danimarca e consorte, Stanislao II Augusto, re di Polonia, ed i duchi di Sassonia-Coburgo, Sassonia-Weimar, Meclemburgo e Württemberg.

### Matrimonio

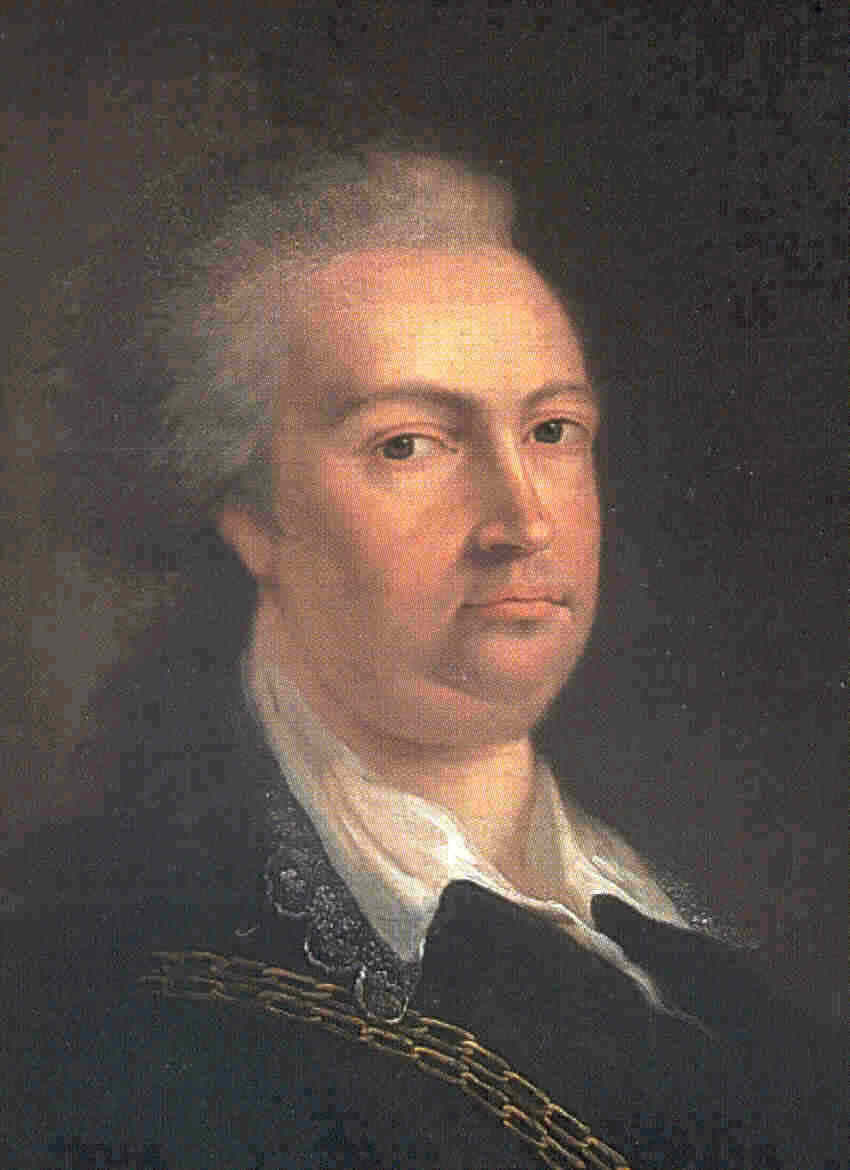
Federico Francesco di Sassonia-Coburgo-Saalfeld

All'età di sedici anni, il 6 marzo 1776, sposò ad Hildburghausen il principe ereditario, divenuto più tardi duca, Francesco Federico di Sassonia-Coburgo-Saalfeld, che a quel tempo era già innamorato di quella che sarebbe diventata la sua successiva consorte, Augusta di Reuss-Ebersdorf, ma era ormai impossibilitato a sciogliere il fidanzamento con Sofia. 

### Morte

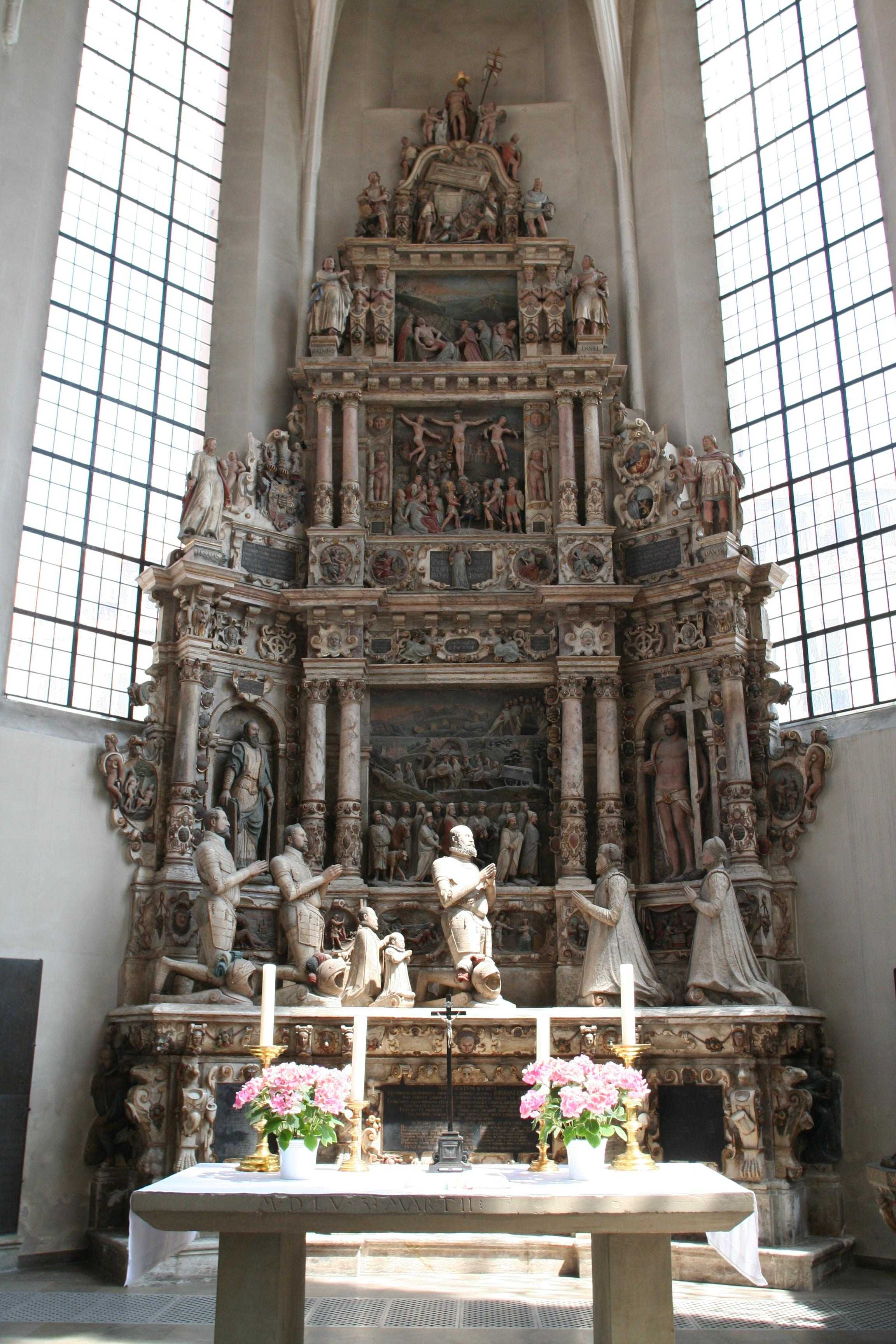
Il monumento rinascimentale dei Duchi, all'interno della Chiesa di San Maurizio

Tuttavia, dopo un solo anno e mezzo di matrimonio,(sette mesi) il 28 ottobre 1776, Sofia morì senza figli, vittima dell'influenza, e venne sepolta nella cripta della chiesa di San Maurizio, a Coburgo.

## Ascendenza
|                                                 |                                         |                                                                 | Genitori                                                     |  |  | Nonni |  |  | Bisnonni                                      |  |  | Trisnonni                          |  |
|                                                 |                                         |                                                                 |                                                              |  |  |       |  |  | Ernesto Federico I di Sassonia-Hildburghausen |  |  | Ernesto di Sassonia-Hildburghausen |  |
|                                                 |                                         |                                                                 |                                                              |  |  |       |  |  | Ernesto Federico I di Sassonia-Hildburghausen |  |  | Ernesto di Sassonia-Hildburghausen |  |
|                                                 |                                         | Sofia Enrichetta di Waldeck                                     |                                                              |  |  |       |  |  | Ernesto Federico I di Sassonia-Hildburghausen |  |  |                                    |  |
| Ernesto Federico II di Sassonia-Hildburghausen  |                                         |                                                                 |                                                              |  |  |       |  |  | Ernesto Federico I di Sassonia-Hildburghausen |  |  |                                    |  |
|                                                 |                                         | Sofia Albertina di Erbach-Erbach                                | Giorgio Luigi I di Erbach-Erbach                             |  |  |       |  |  |                                               |  |  |                                    |  |
|                                                 |                                         | Sofia Albertina di Erbach-Erbach                                | Giorgio Luigi I di Erbach-Erbach                             |  |  |       |  |  |                                               |  |  |                                    |  |
|                                                 |                                         | Sofia Albertina di Erbach-Erbach                                | Amalia Caterina di Waldeck-Eisenberg                         |  |  |       |  |  |                                               |  |  |                                    |  |
| Ernesto Federico III di Sassonia-Hildburghausen |                                         | Sofia Albertina di Erbach-Erbach                                |                                                              |  |  |       |  |  |                                               |  |  |                                    |  |
|                                                 |                                         | Filippo Carlo di Erbach-Fürstenau                               | …                                                            |  |  |       |  |  |                                               |  |  |                                    |  |
|                                                 |                                         | Filippo Carlo di Erbach-Fürstenau                               | …                                                            |  |  |       |  |  |                                               |  |  |                                    |  |
|                                                 |                                         | Filippo Carlo di Erbach-Fürstenau                               | …                                                            |  |  |       |  |  |                                               |  |  |                                    |  |
| Carolina di Erbach-Fürstenau                    |                                         | Filippo Carlo di Erbach-Fürstenau                               |                                                              |  |  |       |  |  |                                               |  |  |                                    |  |
|                                                 |                                         | Carlotta Amalia di Kunowitz                                     | …                                                            |  |  |       |  |  |                                               |  |  |                                    |  |
|                                                 |                                         | Carlotta Amalia di Kunowitz                                     | …                                                            |  |  |       |  |  |                                               |  |  |                                    |  |
|                                                 |                                         | Carlotta Amalia di Kunowitz                                     | …                                                            |  |  |       |  |  |                                               |  |  |                                    |  |
| Sofia di Sassonia-Hildburghausen                |                                         | Carlotta Amalia di Kunowitz                                     |                                                              |  |  |       |  |  |                                               |  |  |                                    |  |
|                                                 | Giovanni Ernesto III di Sassonia-Weimar | Guglielmo Ernesto di Sassonia-Weimar                            |                                                              |  |  |       |  |  |                                               |  |  |                                    |  |
|                                                 | Giovanni Ernesto III di Sassonia-Weimar | Guglielmo Ernesto di Sassonia-Weimar                            |                                                              |  |  |       |  |  |                                               |  |  |                                    |  |
|                                                 | Giovanni Ernesto III di Sassonia-Weimar | Cristina Elisabetta di Schleswig-Holstein-Sonderburg-Franzhagen |                                                              |  |  |       |  |  |                                               |  |  |                                    |  |
| Ernesto Augusto I di Sassonia-Weimar            | Giovanni Ernesto III di Sassonia-Weimar |                                                                 |                                                              |  |  |       |  |  |                                               |  |  |                                    |  |
|                                                 |                                         | Sofia Augusta di Anhalt-Zerbst                                  | Giovanni VI di Anhalt-Zerbst                                 |  |  |       |  |  |                                               |  |  |                                    |  |
|                                                 |                                         | Sofia Augusta di Anhalt-Zerbst                                  | Giovanni VI di Anhalt-Zerbst                                 |  |  |       |  |  |                                               |  |  |                                    |  |
|                                                 |                                         | Sofia Augusta di Anhalt-Zerbst                                  | Sofia Augusta di Holstein-Gottorp                            |  |  |       |  |  |                                               |  |  |                                    |  |
| Ernestina Augusta di Sassonia-Weimar            |                                         | Sofia Augusta di Anhalt-Zerbst                                  |                                                              |  |  |       |  |  |                                               |  |  |                                    |  |
|                                                 |                                         | Giorgio Federico Carlo di Brandeburgo-Bayreuth                  | Cristiano Enrico di Brandeburgo-Kulmbach                     |  |  |       |  |  |                                               |  |  |                                    |  |
|                                                 |                                         | Giorgio Federico Carlo di Brandeburgo-Bayreuth                  | Cristiano Enrico di Brandeburgo-Kulmbach                     |  |  |       |  |  |                                               |  |  |                                    |  |
|                                                 |                                         | Giorgio Federico Carlo di Brandeburgo-Bayreuth                  | Sofia Cristiana di Wolfstein                                 |  |  |       |  |  |                                               |  |  |                                    |  |
| Sofia Carlotta di Brandeburgo-Bayreuth          |                                         | Giorgio Federico Carlo di Brandeburgo-Bayreuth                  |                                                              |  |  |       |  |  |                                               |  |  |                                    |  |
|                                                 |                                         | Dorotea di Schleswig-Holstein-Sonderburg-Beck                   | Federico Luigi di Schleswih-Holstein-Sonderburg-Beck         |  |  |       |  |  |                                               |  |  |                                    |  |
|                                                 |                                         | Dorotea di Schleswig-Holstein-Sonderburg-Beck                   | Federico Luigi di Schleswih-Holstein-Sonderburg-Beck         |  |  |       |  |  |                                               |  |  |                                    |  |
|                                                 |                                         | Dorotea di Schleswig-Holstein-Sonderburg-Beck                   | Luisa Carlotta di Schleswig-Holstein-Sonderburg-Augustenburg |  |  |       |  |  |                                               |  |  |                                    |  |
|                                                 |                                         | Dorotea di Schleswig-Holstein-Sonderburg-Beck                   |                                                              |  |  |       |  |  |                                               |  |  |                                    |  |